# Bailonglift

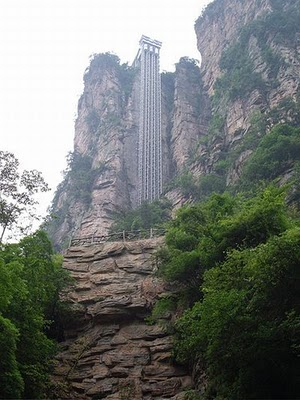
De Bailonglift

De Bailonglift (Chinees: 百龙) is een glazen lift die bevestigd is aan een verticale rotshelling in het gebied Wulingyuan in de Chinese provincie Hunan. De lift heeft een hoogte van 330 meter, tot iets boven de helling.
De Bailonglift is door het Guinness Book of Records erkend als hoogste openluchtlift ter wereld.

## Geschiedenis
In oktober 1999 begon men met de bouw van de lift.
In 2002 werd de lift voor het publiek geopend.
In 2002-2003 was de lift gedurende 10 maanden gesloten als gevolg van bezorgdheid over de veiligheid.